# Vierzon
Vierzon település Franciaországban, Cher megyében. Lakosainak száma 25 254 fő (2022. január 1.). Vierzon Brinay, Foëcy, Méreau, Méry-sur-Cher, Saint-Hilaire-de-Court, Saint-Laurent, Vignoux-sur-Barangeon, Orçay és Theillay községekkel határos.

## Népesség
A település népessége az elmúlt években az alábbi módon változott:
| Lakosok száma | 33 775 | 34 209 | 32 235 | 28 147 | 27 113 | 26 919 | 25 903 | 25 464 | 25 045 | 25 254 |
|               | 1968   | 1982   | 1990   | 2006   | 2013   | 2015   | 2017   | 2019   | 2020   | 2022   |